# Iwaszko Aleksandrowicz Sołtan
Iwaszko Aleksandrowicz Sołtan herbu własnego – podskarbi ziemski litewski w latach 1473–1486.